# ヒメハゼ
ヒメハゼ（姫鯊、Favonigobius gymnauchen）は、スズキ目ハゼ科に属する海水魚。

## 呼称
高知ではゴリ、有明ではドンコと呼ばれる。

## 分布
西太平洋、朝鮮半島、渤海、黄海、東シナ海、日本では北海道から西表島まで。

## 生態・特徴
体長は6cmから8cm、体色は黄褐色を基調とし、側面には暗色の斑が4つ並ぶ。
尾鰭の基底にある黒色斑は成長に伴い二叉する。雄のみ成熟すると第1背鰭の第2棘が糸状に伸びる。
水深15mより浅い内湾の砂泥底に生息する。アマモ場や河口にも住む。

## 繁殖
産卵期は5月から9月。二枚貝の殻に卵を産み付ける。